# Uomo Tigre II
Uomo Tigre II (タイガーマスク二世?, Taigā Masuku Nisei, lett. "Tiger Mask II") è una serie televisiva anime, diretta da Takami Morishita e scritta da Haruya Yamazaki. La serie è basata sul manga L'Uomo Tigre di Ikki Kajiwara. Pur essendo derivata da un'idea originale di Kajiwara, si tratta di una creazione originale dello staff Toei Animation, con la collaborazione della New Japan Pro-Wrestling di Antonio Inoki, ed è intesa come continuazione del fumetto.
È stata prodotta in 33 episodi, trasmessi per la prima volta dal network giapponese TV Asahi, a partire da aprile 1981. Anche in questa seconda serie non mancano altre comparse di wrestler e altri sportivi famosi in Giappone realmente esistenti, come Tatsumi Fujinami, André the Giant, Abdullah the Butcher, Stan Hansen, Shigeo Nagashima e Antonio Inoki.

## Trama
Sono passati nove anni dalla fine della prima serie. Il giovane Tatsuo Aku, orfano residente presso la Chibikko House di Ruriko Wakatsuki e grande tifoso del primo Uomo Tigre, quando viene a sapere della morte di Naoto Date in un incidente stradale, decide di diventare un lottatore professionista. Comincia a studiare le arti marziali e nel frattempo intraprende la carriera di giornalista a New York, negli Stati Uniti.
Una sera rimane coinvolto in una rissa, dove il suo migliore amico e collega di lavoro viene ucciso. Notando con sdegno l'omertà che protegge il capo della banda assassina, Tatsuo si vendica per conto suo, picchiando a sangue il capo stesso. Per questo viene arrestato e condannato per tentato omicidio. Prima della condanna definitiva, un uomo proveniente dalla nuova Tana delle Tigri, che non è più l'organizzazione criminale quasi omonima di un tempo, riesce a farlo scarcerare e lo convince a entrare nell'organizzazione per allenarsi alacremente. Dopo essersi diplomato wrestler nella Tana, Tatsuo intraprende un viaggio per tutto il mondo, durante il quale apprenderà i più svariati stili di combattimento.
Nel corso di un torneo segreto in Egitto, conquisterà la Cintura delle Piramidi, leggendario alloro risalente all'epoca dei faraoni e assegnato ogni quattro anni nel torneo segreto al wrestler mascherato che riuscirà a battere dieci avversari consecutivi e il detentore della cintura, che da oltre cinquemila anni non era assegnata a uno straniero e apparteneva in tempi antichi alle guardie del corpo del medesimo faraone. Nelle Ande del Sudamerica, verrà a sapere da un vecchio che in Giappone esiste una piramide che in passato era il tempio in cui nacque l'arte del wrestling. Tatsuo torna così in Giappone, dove occupa la piramide trasformandola in una vera e propria scuola di wrestling, battezzandola "Piramide delle Tigri".
Indossata una maschera simile a quella che un tempo apparteneva a Naoto Date, si presenterà al pubblico del wrestling come l'Uomo Tigre II e dovrà combattere la Federazione Spaziale, una gigantesca organizzazione criminale di proprietà dell'emiro Ahman Hassan, spietato dittatore di un paese arabo e proprietario di uno dei più grandi imperi petroliferi al mondo. Hassan stesso è segretamente un fortissimo wrestler e, attraverso la Federazione Spaziale, mira a strappare al Giappone la supremazia nel campo delle discipline sportive, per poi espandere il suo potere anche in altri settori.

## Anime

### Sigle
Sigla iniziale giapponese
Tiger Mask nisei (タイガーマスク二世?, Taigā Masuku nisei, lett. "Tiger Mask II"), testo di Kōgo Hotomi, musica e arrangiamento di Shunsuke Kikuchi, è interpretata da Ichirō Mizuki.
Sigla finale giapponese
Inochi o kakete (いのちをかけて? lett. "Nel corso della vita"), testo di Kōgo Hotomi, musica e arrangiamento di Shunsuke Kikuchi, è interpretata da Ichirō Mizuki.
Sigla iniziale e finale italiana
L'uomo tigre, musica, testo e arrangiamento di Riccardo Zara, è interpretata da I Cavalieri del Re.